# Liste der Naturschutzgebiete in der Stadt Erfurt
In der Thüringer Stadt Erfurt gibt es drei Naturschutzgebiete.
| Name des Gebietes | Bild           | Kennung | WDPA   | Landkreis / Stadt | Beschreibung / Bemerkungen | Standort | Fläche in Hektar | Datum der Verordnung |
| ----------------- | -------------- | ------- | ------ | ----------------- | -------------------------- | -------- | ---------------- | -------------------- |
| Alacher See       |                | 044     | 162055 | Erfurt            |                            | Position | 16,4             | 1967                 |
| Aspenbusch        |                | 048     | 162251 | Erfurt            |                            | Position | 95,9             | 1961                 |
| Schwellenburg     | weitere Bilder | 045     | 165528 | Erfurt            |                            | Position | 22               | 1939                 |